# 2020年東京パラリンピックの閉会式
2020年東京パラリンピックの閉会式（2020ねんとうきょうパラリンピックのへいかいしき）は、2021年（令和3年）9月5日（日曜日）20時から約2時間半、オリンピックスタジアム（国立競技場）で行われた東京2020パラリンピック競技大会の閉会式。式典はパラリンピック憲章に従って行われる。

## 概要
閉会式のコンセプトは“Harmonious Cacophony”。演出は小橋賢児。
当初は2020年9月6日に予定していたが、新型コロナウイルス感染症（COVID-19）の世界的流行に伴い、1年延期となったため上記日程となった。東京都のCOVID-19流行拡大による緊急事態宣言再延長を受け、無観客で開催された。
また、東京オリンピック閉会式と同様、東京パラリンピック閉会式にも今上天皇の名代として皇嗣秋篠宮文仁親王が臨席された。

### アトラクション
ムービーでの演出）
パラリンピアンの活躍を見た若者が
ギター、ピアノ、バイオリンなどで音楽をつくっていった。
その後、音楽を作っていった若者たちが
国立競技場でまた新しい音楽を作っていた。
その後、東京のスクランブル交差点がプロジェクションマッピングで現れそこで新たな若者たちが新たなカルチャーを作っていった。
その後小型な六角形のLED掲示板にて日本の文化を紹介し、最後には英語で
Thank you to the Paralympians
とパラリンピアンに感謝の言葉が伝えられた。

### 国旗掲揚と国歌斉唱

#### 国旗旗手一覧
| 氏名           | 競技・職業   |
| -------------- | ------------ |
| 佐藤友祈       | 陸上         |
| 見延和靖       | フェンシング |
| 山田美幸       | 水泳         |
| やまもとけいこ | 看護師       |
| 岩切基樹       | 陸上         |
| 小池さくら     | 水泳         |

### 旗手・選手入場
選手は最初から入場しており、旗手のみの入場となった。
旗手は大会ボランティアの方に国旗を渡し、東京スカイツリーに円形の鏡を貼っていった。

### 式典

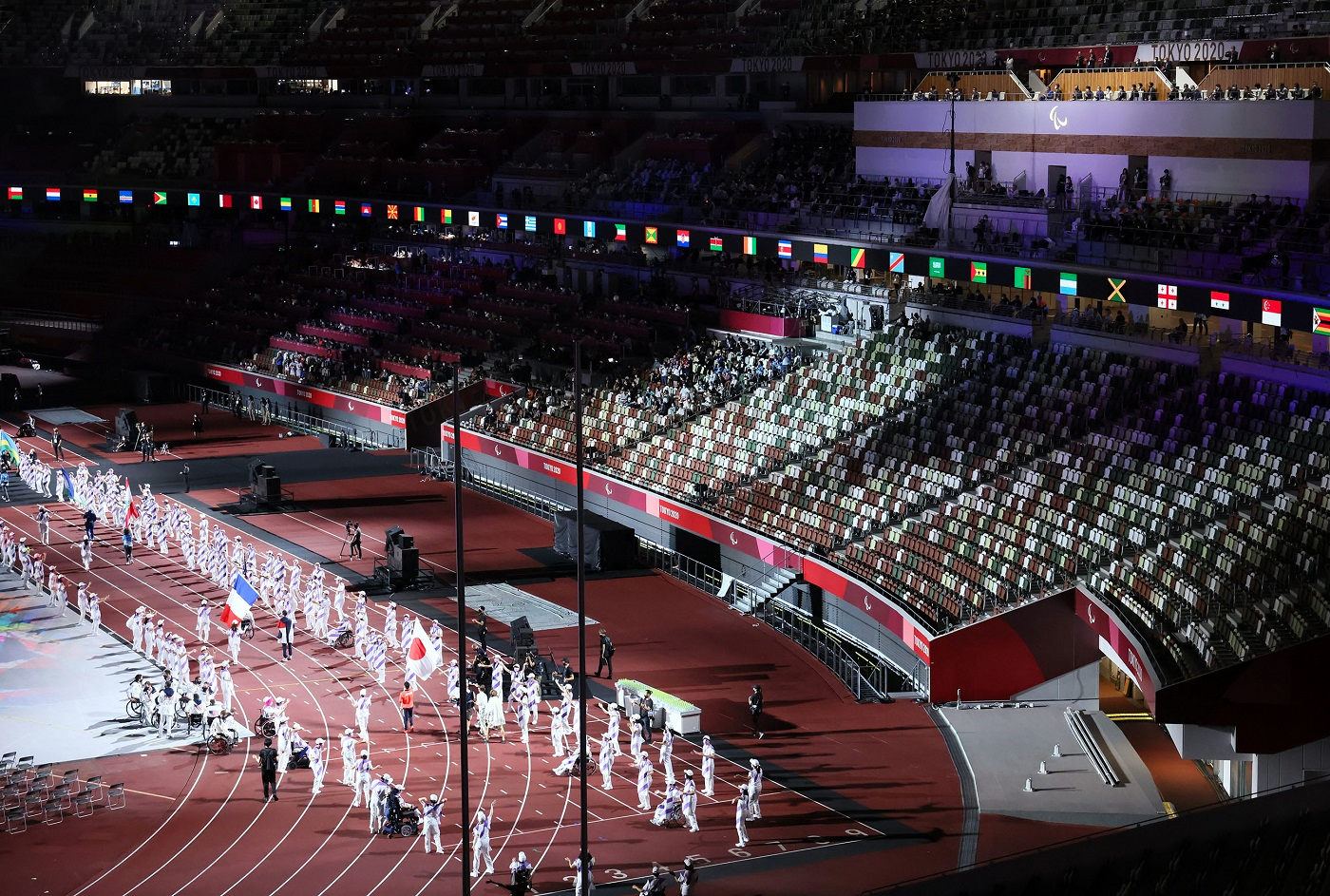
閉会式の様子（2021年9月5日、国立競技場にて）

パラリンピック旗降納とパラリンピック賛歌吹奏。同旗が小池百合子都知事から国際パラリンピック委員会（IPC）のアンドリュー・パーソンズ会長、そして次期開催都市パリの首長であるアンヌ・イダルゴ市長へ引き渡され、続いてフランス国歌吹奏・フランス国旗掲揚。

### 閉会宣言
大会組織委員会橋本聖子会長、IPCパーソンズ会長が閉会宣言を行う。

### 聖火納火
ルイ・アームストロングの名曲「この素晴らしき世界」の合唱によりオリパラ聖火が納火され、同時に夢の大橋の聖火台も同時に納火された。

## 日本での放送

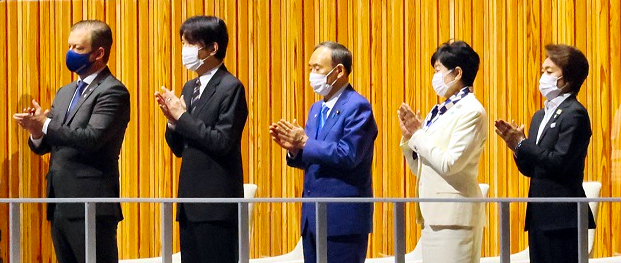
秋篠宮文仁皇嗣（左から2人目）、内閣総理大臣菅義偉（中央）、東京都知事小池百合子（右から2人目）、国際パラリンピック委員会会長アンドリュー・パーソンズ（左端）、東京オリンピック・パラリンピック競技大会組織委員会会長橋本聖子（右端）（2021年9月5日、国立競技場にて）

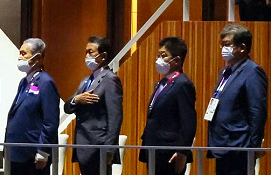
財務大臣麻生太郎（左から2人目）、文部科学大臣萩生田光一（右端）、内閣官房長官加藤勝信（右から2人目）、前東京オリンピック・パラリンピック競技大会組織委員会会長森喜朗（左端）（2021年9月5日、国立競技場にて）

### テレビ
- NHK総合、NHK Eテレ
  - 実況:阿部渉、和久田麻由子
  - ゲスト:櫻井翔（嵐）
  - Eテレでの手話通訳者:小林信恵、鈴木美彩、寺澤英弥
  - 放送時間:19:58 - 22:08[注釈 1]
- BS4K、BS8K
  - 実況:豊原謙二郎、副島萌生
  - 放送時間：19:55 - 22:30（予定）

### ラジオ
- NHKラジオ第1
  - 実況：杉嶋亮作
  - ゲスト：増田明美
  - 放送時間：19:55 - 22:30（予定）

### 視聴率
ビデオリサーチによる開会式の視聴率が9月6日に発表された。
- NHK総合
  - 関東地区の平均世帯視聴率が20.6%、平均個人視聴率が12.7%、瞬間最高視聴率は世帯が20時57分～58分頃で24.8%、個人は20時56分～58分頃で15.2%だった[5]。
  - 関西地区の平均世帯視聴率は13.7%だった[6]。
- NHK Eテレ
  - 平均世帯視聴率は関東地区で0.4%、関西地区で0.6%だった[6]。